# Melanoxerus
Melanoxerus é um género de plantas com flores pertencentes à família Rubiaceae.
A sua área de distribuição nativa é Madagáscar.
Espécies:
- Melanoxerus suavissimus (Homolle ex Cavaco) Kainul. & B.Bremer